# Classe Type 1924
Pour les articles homonymes, voir Raubtier (homonymie).
La classe Type 1924 est une classe de six torpilleurs construite pour la Reichsmarine à la Kriegsmarinewerft chantier naval de Wilhelmshaven après la Première Guerre mondiale. Les six navires ont servi au sein de la Kriegsmarine durant la Seconde Guerre mondiale. Ils portent chacun le nom d'un prédateur d'où le nom de classe Raubtier en allemand.

## Conception
Cette classe est un développement de la précédente classe de Type 1923 et a utilisé le même assemblage des coques par soudure électrique.
Elle devait recevoir des canons de 127 mm. Mais l'artillerie principale fut équipée  d'une version améliorée du canon Utof de 105 mm. Au début de la Seconde Guerre mondiale leur armement antiaérien a dû être renforcé, passant de deux jusqu'à sept canons.

## Service
Presque tous les navires ont été perdus au début de la Seconde Guerre mondiale, à part le Jaguar qui fut bombardé en 1944.

## Les unités
| Nom     | N° de coque | Quille       | Mis en service   | Sort                                                            |
| ------- | ----------- | ------------ | ---------------- | --------------------------------------------------------------- |
| Wolf    | WO/WL       | 8 mars 1927  | 15 novembre 1928 | coulé sur mine le 8 janvier 1941 devant Dunkerque               |
| Iltis   | IT          | 8 mars 1927  | 1er octobre 1928 | coulé le 13 mai 1942                                            |
| Luchs   | LU          | 2 avril 1927 | 15 avril 1929    | torpillé le 26 juillet 1940 par le HMS Thames (N71) britannique |
| Tiger   | TG          | 2 avril 1927 | 15 janvier 1929  | coulé le 27 août 1939 sur collision avec le Z3 Max Schultz      |
| Jaguar  | JA/JR       | 4 mai 1927   | 15 août 1929     | coulé le 15 juin 1944                                           |
| Leopard | LP          | 4 mai 1927   | 1er juin 1929    | coulé le 30 avril 1940 sur collision avec le Preußen            |